# Almbacksgatan

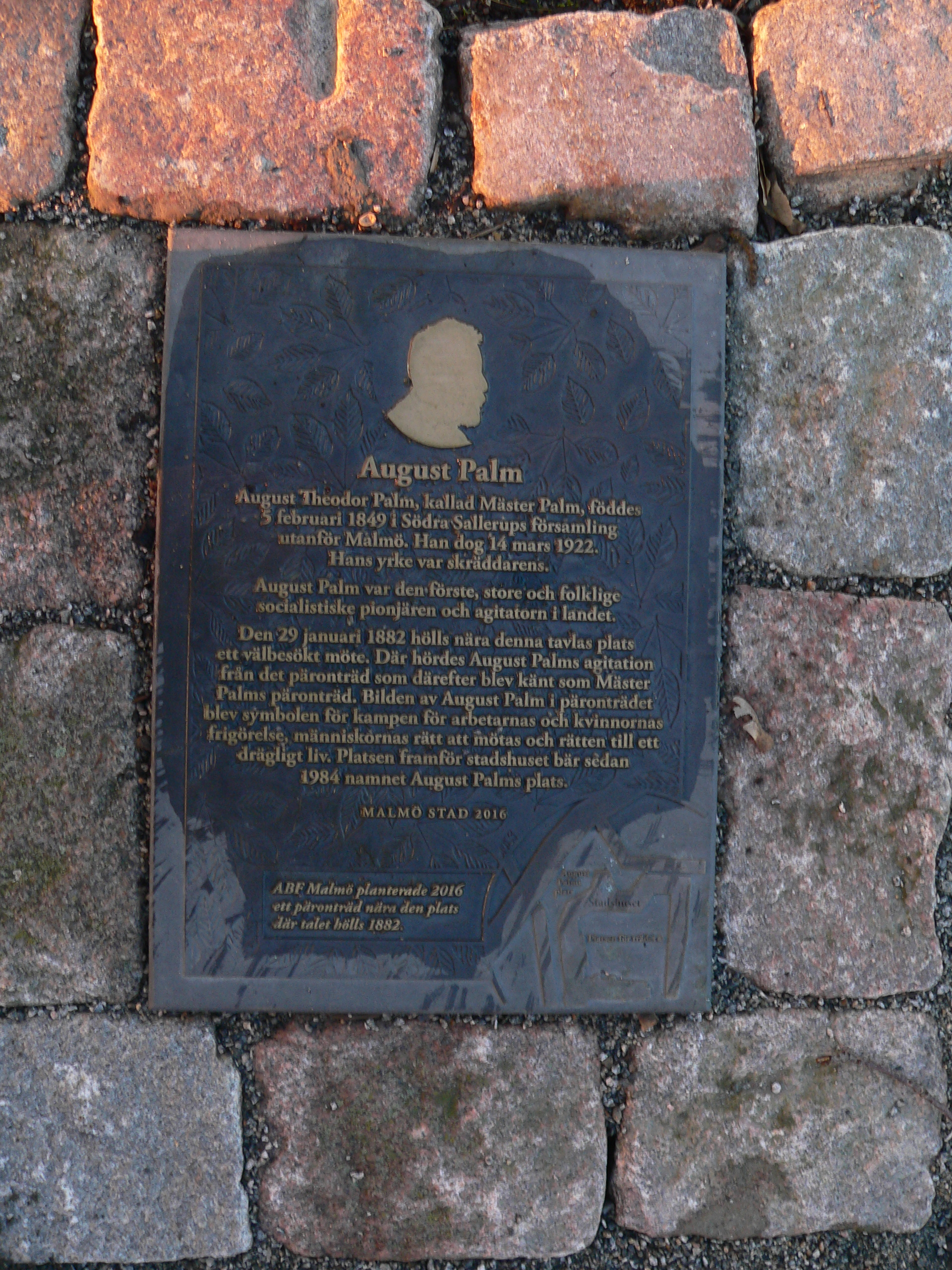
Minnesplatta över Mäster Palm invid det 2016 planterade päronträdet på stadshusets bakgård.

Almbacksgatan är en gata i delområdena Rådmansvången och Möllevången i stadsområdena Norr och Innerstaden i Malmö. Den sträcker sig norrut från Spångatan varefter den svänger österut, korsar Bergsgatan och fortsätter till Helsingborgsgatan. 

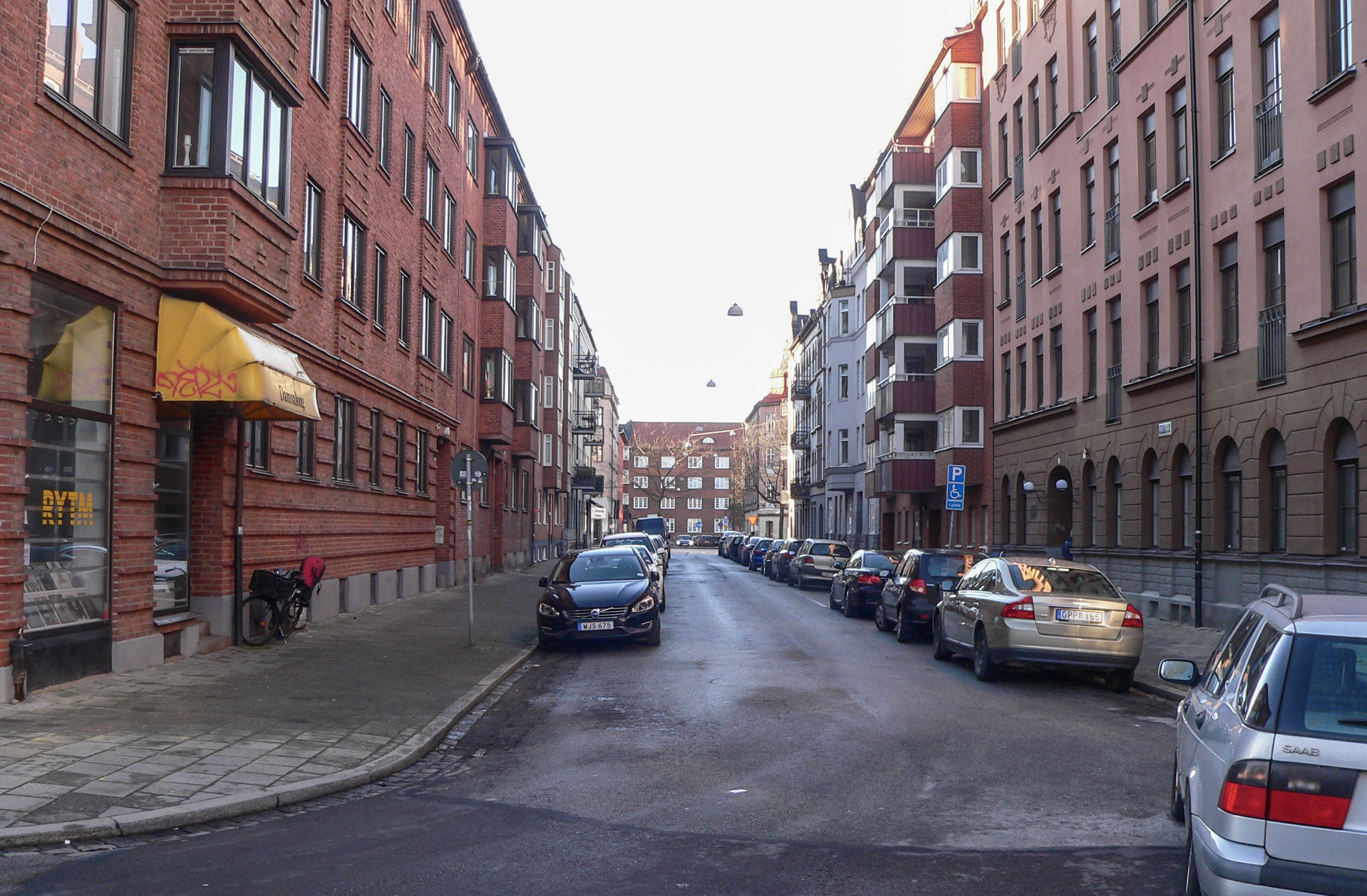
Almbacksgatan mot väster sedd från dess östände vid Helsingborgsgatan. Den korsar först Bergsgatan och sedan svänger den 90 grader ner till Spångatan framför huset i fonden.

Almbacksgatan namngavs 1904, men sträckan norrut från Spångatan tillkom först 1932. Gatan har fått sitt namn efter Almbacken, ett utvärdshus som inrättades på ett område som på 1860-talet avsöndrades från Andréelund. Värdshuset är speciellt känt eftersom August Palm höll sina möten där och speciellt berömt är mötet i januari eller februari 1882 där Palm fick "klättra upp i" ett päronträd (i vilket det byggts en veranda) för att tala inför de över 600 åhörarna. 2016 planterades åter ett päronträd bakom Malmö stadshus, nära platsen där det ursprungliga trädet stod.